# Испанско-французские отношения
Испанско-французские отношения — двусторонние дипломатические отношения между Испанией и Францией. Протяжённость государственной границы между странами составляет 646 км.

## История
Обе страны были частью Римской империи. С 1635 по 1659 год государства были в состоянии войны, а с 1807 по 1814 год страны воевали на Пиренейском полуострове. В 1940-х годах испанско-французские отношения были напряжёнными из-за победы в гражданской войне в Испании националистов во главе с Франциско Франко, которого поддержало Королевство Италия и нацистская Германия. В 1948 году границы вновь открыли, а после начала Холодной войны двусторонние отношения между странами улучшились из-за наличия общего коммунистического врага. В апреле 1963 года французский министр экономики и финансов посетил Мадрид, где был заключен новый торговый двусторонний договор. С 1975 года отношения продолжали улучшаться после окончания диктатуры Франсиско Франко. Страны совместно борются с проявлениями террористической деятельности группировки ЭТА. По данным Евростата в Испании проживает 122 385 французов, а во Франции живёт 128 000 граждан Испании.

## Экономические отношения
Франция является главным экономическим партнером Испании, товарооборот между странам составляет сумму в 60 млрд евро в год. В 2014 году шесть миллионов испанцев посетили Францию, что составило рост на 12 % по сравнению с 2013 годом. У Франции около 2000 дочерних предприятий, базирующихся в Испании, в которых работает более 300 000 сотрудников.